# 원풍 (북송)
원풍(元豊, 1078년 ~ 1085년)은 북송 신종(神宗) 조욱(趙頊)의 두번째 연호이다. 8년 가량 사용하였다. 신종(神宗)이 죽고나서 철종(哲宗)이 원우로 개원할 때까지 사용하였다.

## 개원
- 희녕(熙寧) 10년 12월 6일[1](1077년 12월 23일)에 연호를 원풍(元豊)으로 정하고, 다음 해 1월 1일[2](1078년 1월 17일)에 개원함.[3][4][5][6]

- 원풍(元豊) 9년 1월 1일[7](1086년 1월 18일)에 연호를 원우(元祐)로 개원함.[8][9][5][6]

## 연대 대조표
| 원풍       | 원년           | 2년        | 3년        | 4년        | 5년        | 6년        | 7년        | 8년             |
| 서기(西紀) | 1078년         | 1079년     | 1080년     | 1081년     | 1082년     | 1083년     | 1084년     | 1085년          |
| 간지(干支) | 무오(戊午)     | 기미(己未) | 경신(庚申) | 신유(辛酉) | 임술(壬戌) | 계해(癸亥) | 갑자(甲子) | 을축(乙丑)      |
| 요(遼)     | 대강(大康) 4년 | 5년        | 6년        | 7년        | 8년        | 9년        | 10년       | 대안(大安) 원년 |

## 동시대 연호

### 중국
요(遼)
- 대강(大康) (1075년 ~ 1084년)
- 대안(大安) (1085년 ~ 1094년)

대리국(大理國)
- 광안(廣安) (1077년 ~ 1080년)
- 상명(上明) (1081년)
- 보립(保立) (1082년)
- 건안(建安) (1083년 ~ 1091년)

서하(西夏)
- 대안(大安) (1075년 ~ 1085년)

### 베트남
- 아인부찌에우탕(英武昭勝) (1076년 ~ 1085년)
- 꽝흐우(廣佑) (1085년 ~ 1092년)

### 일본
- 조랴쿠(承曆) (1077년 ~ 1081년)
- 에이호(永保) (1081년 ~ 1084년)
- 오토쿠(應德) (1084년 ~ 1087년)

## 같이 보기
- 다른 왕조의 같은 연호
  - 쩐 왕조(陳朝) 응우옌퐁(元豊, 1251년 ~ 1258년)

- 중국의 연호 목록